# Eugagrella laticlavia
Eugagrella laticlavia is een hooiwagen uit de familie Sclerosomatidae.